# مسجد زاویه (تبریز)
مسجد زاویه مربوط به دوره ایلخانی - دوره قاجار است و در تبریز، میدان لاله، مسجد زاویه واقع شده و این اثر در تاریخ ۲۳ بهمن ۱۳۸۵ با شمارهٔ ثبت ۱۷۳۳۶ به‌عنوان یکی از آثار ملی ایران به ثبت رسیده است.